# Sjarhej Papok
Sjarhej Aljaksandravitsj Papok (Wit-Russisch: Сяргей Аляксандравіч Папок) (Minsk, 6 januari 1988) is een Wit-Russisch voormalig wielrenner die anno tot en met maart 2022 reed voor Minsk Cycling Club.

## Overwinningen
2005
3e etappe Trophée Centre Morbihan
2006
2e etappe deel B Giro della Lunigiana
2008
 Wit-Russisch kampioen op de weg, Beloften
 Wit-Russisch kampioen tijdrijden, Beloften
2010
Giro del Belvedere
2011
4e etappe Ronde van de Aostavallei
2013
Miskolc GP
2e en 3e etappee Ronde van Mazovië
Puntenklassement Ronde van Mazovië
2015
Grote Prijs van Moskou
1e etappe Vijf ringen van Moskou
Puntenklassement Vijf ringen van Moskou
Grote Prijs van Minsk
6e etappe Ronde van China I
2016
2e etappe deel B en 3e etappe Ronde van Oekraïne
Grote Prijs van Vinnytsja
Grote Prijs van Minsk
2e en 4e etappe Ronde van Sharjah
UAE Cup
2017
2e etappe Ronde van Mersin
2019
9e etappe Ronde van het Qinghaimeer

## Resultaten in voornaamste wedstrijden
| Jaar |  | WK op de weg |
| ---- |  | ------------ |
| 2012 |  | 93e          |
| 2016 |  | opgave       |

## Ploegen
- 2014 –  Rietumu-Delfin
- 2015 –  Minsk Cycling Club
- 2016 –  Minsk Cycling Club
- 2017 –  Minsk Cycling Club
- 2018 –  Minsk Cycling Club
- 2019 –  Minsk Cycling Club
- 2020 –  Minsk Cycling Club
- 2021 –  Minsk Cycling Club
- 2022 –  Minsk Cycling Club (tot en met 1 maart)

Bazjkow · Ivasjkin · Karaljok · Klimjankow · Moezytsjkin · Papok · Ramanaw · Samojlaw · Sjemetaw · Sjoemaw · Sobal · Strokaw · Vorganov